# Sigiswald Kuijken
Sigiswald Kuijken (Dilbeek, 16 de fevereiro de 1944) é um violinista e maestro belga, um dos pioneiros e um dos líderes do movimento de revivalismo da música antiga.

## Carreira
Membro de uma família de músicos, estudou violino no conservatório de Bruges e formou-se em 1964 no Conservatório Real de Bruxelas, onde foi aluno de Arthur Grumiaux e Maurice Raskin. Ainda jovem passou a se interessar pelo repertório pré-clássico. Considerando que a interpretação desse repertório não estava de acordo com os critérios de autenticidade histórica, desenvolveu estudos buscando recuperar as práticas e técnicas antigas e familiarizou-se com outros instrumentos de cordas, como a viola da gamba, o violoncelo da spalla e a viola pomposa. Foi o pioneiro da recuperação do violino barroco, fazendo grande escola.
De 1964 a 1972 integrou o Alarius Ensemble, que fez concertos na Europa e nos Estados Unidos e provocou grande movimentação musical nos Países Baixos, sendo uma influência importante para a criação do Departamento de Música Antiga no Conservatório Real de Haia, onde logo Kuijken foi contratado como professor. As aulas oferecidas pelo Departamento tiveram grande procura desde o início e foram um exemplo para a criação de departamentos semelhantes em outras escolas superiores em vários países. Colaborou com outros protagonistas do movimento revivalista, como Gustav Leonhardt, Robert Kohnen, Anner Bylsma, Frans Brüggen e René Jacobs, e em 1972 fundou com Leonhardt o conjunto La Petite Bande, que inicialmente deveria apenas apresentar a obra Le Bourgeois Gentilhomme de Jean-Baptiste Lully, mas que devido ao seu sucesso se tornou um conjunto permanente de aclamada carreira internacional, do qual é diretor artístico. Com ele gravou grande discografia, que inclui o ciclo completo das cantatas de Bach.
Deu aulas de violino barroco no Conservatório Real de Haia por mais de trinta anos, e lecionou também no Conservatório Real de Bruxelas. É um professor convidado regularmente por instituições como o Royal College of Music de Londres e a Universidade de Salamanca.
Segundo matéria publicada em 2016 pela Escola de Música do Estado de São Paulo, "Kuijken e seus irmãos [Wieland e Barthold] são verdadeiros emblemas de uma era e igualmente pioneiros e referências em seus instrumentos. Foram responsáveis pela formação de centenas de profissionais, muitos deles hoje respeitáveis professores espalhados por todo o mundo; o nome Kuijken é, literalmente, uma instituição. É sinônimo de um gosto musical distinto e inconfundível, marcado pelo rigor, bom gosto, erudição e profundo respeito pela música". Para o violinista e pesquisador Luís Otávio de Souza Santos, 
"Sigiswald Kuijken está entre os principais artistas que iniciaram, além do resgate da práxis histórica em concertos e gravações emblemáticas — tanto como solista, camerista ou regente de sua orquestra barroca La Petite Bande —, uma tradição pedagógica inédita na história da educação musical no Ocidente. A importância de sua contribuição ao mundo da música com sua carreira de violinista, regente e pedagogo o coloca entre os mais influentes artistas do século XX e faz dele uma figura chave na história do violino. [...] Sigiswald Kuijken faz parte do grupo de músicos que consolidaram o movimento de música antiga nos Países Baixos e fizeram dessa região da Europa até hoje uma referência mundial no assunto".

## Distinções e prêmios
- Título de doutor honoris causa da Universidade de Leuven (2007)[7]
- Prêmio da Cultura da Comunidade Flamenga (2008).[8]
- Prêmio do Mérito Cultural do governo belga (2009).[9]